# El Mont (Amer)
El Mont és una masia d'Amer (Selva) inclosa a l'Inventari del Patrimoni Arquitectònic de Catalunya.

## Descripció
El Mont es tracta d'una gran masia ubicada en un vessant a 200 metres d'alçada sobre el nucli d'Amer.
Ens trobem davant d'una masia de morfologia irregular que es deu al fet d'haver-se d'adaptar i alhora salvar al desnivell físic existent, ja que es troba emplaçada en un marge. Aquest factor ha condicionat clarament la seva definició formal i estructural. D'aquesta forma la part de la masia que es troba construïda en ple desnivell, és a dir el marge, consta de tres plantes i està coberta amb una teulada d'una sola aigua de vessant a façana. La coberta és nova de trinca i presenta un aspecte molt robust i sòlid, com així ho acrediten els cairats i vigues de fusta que sobresurten especialment en la part frontal.
La planta baixa consta de dues obertures rectangulars: a la dreta un portal coronat amb una llinda rústica de fusta i a l'esquerra una petita finestra.
En el primer pis trobem dues finestres rectangulars equipades amb llinda monolítica, muntants de pedra ben escairats i ampit treballat. Sota la llinda trobem la solució prototípica que consisteix en disposar dues o tres pedres com a mesura de reforç en la sustentació de la pesant finestra.
En el segon pis tenim dues obertures rectangulars totalment irrellevant, ja que no han rebut cap mena de tractament a destacar.
D'altra banda, la part de la masia construïda sobre terreny pla, consta de dues plantes i està coberta amb una teulada d'una sola aigua de vessant a laterals. La coberta és nova de trinca i presenta un aspecte molt robust i sòlid, com així ho acrediten els cairats i vigues de fusta que sobresurten tant en la part frontal com en la lateral.
La planta baixa consta d'un gran portal adovellat d'arc de mig punt amb unes dovelles de gran mida molt ben escairades i treballades. En la clau de la volta trobem un petit medalló en relleu molt esquerdat, però en el qual es llegeix les inicials de Jesús "I H S".
En el primer pis trobem una finestra de permòduls amb les impostes retallades en forma de quart de cercle i equipada llinda monolítica i muntants de pedra.
A la part frontal de la masia, trobem adossades les dependències de servei. Aquí es torna a repetir el que ja veiem amb la masia pròpiament, és a dir una construcció de planta irregular coberta amb una teulada d'una sola aigua de vessant a façana. La part de la construcció aixecada sobre el marge consta de tres plantes. En canvi la que està construïda sobre terreny pla consta de dues plantes.
La façana més propera a la muntanya destaca pel portal d'accés rectangular equipat amb llinda monolítica i muntants de pedra ben treballats i escairats. En la llinda es pot llegir la data de "1 6 + 1 3".
Pel que fa al tema dels materials totes les façanes estan completament arrebossades excepte una petita clapa de la part frontal de les dependències de servei, en la qual queda a la vista l'estructura interna de l'edifici és a dir les pedres fragmentades i els còdols de riu manipulats a cops de martell i lligades amb morter de calç. A part d'això trobem la pedra sorrenca localitzada en parts molt puntuals i específiques com ara les dovelles del portal d'accés i en les llindes, muntants i ampits de totes les finestres que es troben distribuïdes per les diverses façanes.
En la part posterior de la masia, a uns quinze metres de distància, trobem les restes vivents d'una bassa la qual està completament dessacada.

## Història
En l'actualitat el mas del Mont és objecte d'un procés integral de restauració i rehabilitació tant dels exteriors; arremolinat complet de totes les façanes, canvi de la teulada per una nova d'aspecte robust i sòlid, restauració de les obertures, etc. Com dels interiors; disposició d'un gran entramat de bigues de fusta, replantejament dels espais interiors, factura nova dels espais interiors des del terra, passant per les parets i fins a arribar al sostre.